# Transmitter
Transmitter est un groupe allemand d'electronica. Ainsi, outre des éléments d'electro, de hip-hop et de dub, le groupe s'inspire également de genres comme la jungle, le rock et le drum and bass. Les concerts sont complétés par une performance lumineuse et vidéo. 

## Histoire
Transmitter est issu en janvier 2000 de la formation Psynostics, déjà active au début de la vague électronique (Electronic-Welle) qui a émergé dans les années 1990. Au début, le groupe est composé de Mo Heidrich, René Laroche (basse) et Michael Lichtblau (batterie). Peu après, le chanteur et emcee anglais Jeff Ogle complète le groupe. Après les premiers concerts, René Laroche quitte le groupe pour des raisons privées. Son interprétation de la basse sur de la musique électronique continue cependant  à marquer la musique du groupe. Ils renoncent à enregistrer à nouveau un bassiste. En même temps, le groupe s'installe dans des studios à Hanovre. Grâce au contact avec le label berlinois Timing Recordings, et plus particulièrement avec Armin Mostoffi, qui remonte à l'époque de Psynostics, le groupe organise sa première tournée dans toute l'Allemagne dès 2001.
Sans label discographique, ni agence de booking, une centaine de concerts sont donnés entre 2000 et 2003. À partir de 2002, Transmitter reçoit le soutien sur scène de Martin Hauck, qui élargit le spectre du groupe avec ses projections vidéo. Cette année-là, un contact est établi avec le producteur berlinois J. A. Skutnik (Nitribeat) par l'intermédiaire d'Armin Mostoffi. Au cours des deux années suivantes, le son et les arrangements du groupe sont développés dans son studio de Berlin-Kreuzberg.
En novembre 2004, Pop Hooligan sort en tant que premier album coopératif avec Skutnik, qui a déménagé à Londres peu de temps après, ce qui conduit à la fin de la collaboration. L'album est accompagné du single Westside Criminal, avec un clip se déroulant sur le Teufelsberg de Berlin, qui n'est, depuis, plus accessible.
Fin 2004, une tournée des clubs suit en Allemagne. Cette tournée se poursuit en été 2005 en Grande-Bretagne, aux Pays-Bas et au Luxembourg. Après cette tournée, ils commencent à travailler sur leur deuxième album I See Red, qui sort en avril 2007. Auparavant, le single No.1 sort en mars de la même année. En 2007, Stefan Bielesch reprend le rôle de batteur de Michael Lichtblau pour des raisons professionnelles lors de la tournée d'été. Cette tournée conduit de nouveau le groupe en Grande-Bretagne, aux Pays-Bas, en Belgique et en Suisse. Fin 2007, Michael Lichtblau cède définitivement la partie de batterie à Stefan Bielesch. Après quelques apparitions dans des festivals et des clubs, l'EP Tripswitcher sort fin 2008. Il s'ensuit une courte tournée avec les groupes Dan Hiob Experiment et Ostkreutz.
En mai 2009, le single Fall to the Floor sort. Le graphiste Eike Braselmann de Hanovre réalise la vidéo du single dans le style des mangas. Durant l'été 2009, Transmitter se produit dans plusieurs festivals, comme le Taubertal-Festival, l'Open Flair, et le Prestenice Festival en Tchéquie. Lors de cette tournée, Ti Schimschal, l'un des anciens Psynostics, complète le groupe en tant que VJ. Depuis 2014, il ne monte plus sur scène pour des raisons professionnelles, mais il fait toujours partie du groupe en tant que VJ, graphiste et programmeur. En automne/hiver 2009, Transmitter accompagne les rockers d'Erfurt de Northern Lite dans leur tournée Letters and Signs à travers l'Allemagne.
En septembre 2010, le single Never Mess sort comme premier extrait de l'album Overloader, qui sort en octobre 2010. Les années suivantes, outre les singles Never Mess (septembre 2010), Creation (mai 2012), le troisième album Overloader (octobre 2010) et l'EP 40.000 Horses (mai 2012) sont publiés.
L'album Smaschine, sorti en janvier 2015, aurait été le dernier support physique. La même année, ils sortent le single Remedies for Destruction. Le groupe a l'intention de ne plus publier à l'avenir que sous différents formats numériques. Après la tournée européenne Smaschine de deux ans en 2015 et 2016, Transmitter joue depuis dans des clubs et des festivals, notamment en Angleterre, en Tchéquie, en Italie, en Croatie, en Suisse, au Luxembourg, en Belgique, aux Pays-Bas, en Géorgie et en Allemagne. 

## Discographie

### Albums studio
- 2004 : Pop Hooligan (Tennisschallplatten, Edel)
- 2007 : i see red!  (Artist-Station Records, Soulfood)
- 2010 : Overloader  (tzunami-music, unaMusic, tonpool, ASBE Media)
- 2015 : Smaschine  (tzunami-music, Minihorse Records, Royal Flame Music, 22D Music, ASBE Media)

### EP
- 2002 : Cracking the Safe (Tzunami Music)
- 2006 : International Calling (Tzunami Music)
- 2008 : Tripswitcher (Tzunami Music, Time Tools)
- 2012 : 40.000 Horses (Tzunami Music, Time Tools, Zebralution)
- 2019 : Session One of Four (tzunami-music, Time Tools, ASBE Media)
- 2023 : Rules – Session Two of Four (tzunami-music, Time Tools, ASBE Media)

### Singles
- 2004 : Westside Criminal (Tennis-Schallplatten, Edel)
- 2007 : No.1 (Artist-Station Records, Soulfood)
- 2009 : Fall to the Floor (Tzunami Music, Time Tools)
- 2010 : Never Mess (Tzunami Music, unaMusic, tonpool, ASBE Media)
- 2012 : Creation (Tzunami Music, Time Tools, Zebralution)
- 2013 : Crossed Swords (Tzunami Music, Time Tools, Zebralution)
- 2014 : After Dark (Royal Flame Music, Minihorse Records, Tzunami Music, ASBE Media)
- 2015 : Crossed Swords (Royal Flame Music, Minihorse Records, Tzunami Music, ASBE Media)
- 2015 : 75.000 Tons of Soul (Royal Flame Music, Minihorse Records, Tzunami Music, ASBE Media)
- 2015 : Remedies for Destruction (Royal Flame Music, Minihorse Records, Tzunami Music, ASBE Media)

### Clips
- 2002 : Cracking the Safe (réalisateur : Andreas Piehl et al., HalbTotal)
- 2005 : Westside Criminal (réalisateur : Benjamin Reinhardt)
- 2009 : Fall to the Floor (réalisateur : Eike Braselmann)
- 2010 : Never Mess (réalisateur : Transmitter)
- 2013 : Crossed Swords (réalisateur : Transmitter)
- 2014 : After Dark (réalisateur : Transmitter)
- 2015 : Song 2 (réalisateur : Matthias Motte Jansen)
- 2015 : 75.000 Tons of Soul (réalisateur : Georgie Weeratunga)
- 2015 : Remedies for Destruction (Cornelius Malerczyk, Benjamin Rupp)
- 2016 : Smaschine-Roadmovie (réalisateur : ASBE Media/Transmitter)
- 2023 : Choose your Blood (réalisateur : ASBE Media)